# Bandagråfågel
Bandagråfågel (Edolisoma dispar) är en fågel i familjen gråfåglar inom ordningen tättingar.

## Utbredning och systematik
Fågeln förekommer i låglänta områden i Kaiöarna (södra Seramsjön). Den behandlas som monotypisk, det vill säga att den inte delas in i några underarter.

## Status
IUCN kategoriserar arten som livskraftig.